# たいせつなひと
「たいせつなひと」は、2001年8月22日にビクターエンタテインメントからリリースされた19の8枚目シングル。

## 解説
日本テレビ『劇空間プロ野球2001』イメージソング。3曲目終了後に無音状態の後、隠しトラックを収録。アルバム『up to you』には、Itockyが編曲に加わった別ヴァージョンが収録。カップリング曲「小田急柿生」は神奈川県川崎市柿生駅が舞台。アーティスト写真は東京都港区にある麻布スタジオにて撮影。

## 収録曲
作詞：市川喜康・岡平健治(1) 岡平健治(2)　全作曲：岡平健治
1. たいせつなひと
2. 小田急柿生
3. たいせつなひと（ミュージック・トラック）
4. シークレット・トラック

## 楽曲の収録アルバム
- up to you (#1、album ver.)
- 19 BEST●青 (#1,2)
- 19 〜すべての人へ (#1、single ver./album ver.)